# Acaiaca
Acaiaca är en ort och kommun i delstaten Minas Gerais i östra Brasilien. Kommunen har cirka 4 000 invånare, med cirka 65 procent boende i själva centralorten.

## Befolkningsutveckling
| Område     | Areal (km²)   | Invånarantal 1 augusti 2000 | Invånarantal 1 augusti 2010 | Invånarantal 1 juli 2014 |
| ---------- | ------------- | --------------------------- | --------------------------- | ------------------------ |
| Kommun     | 101,89        | 3 889                       | 3 920                       | 4 050                    |
| Centralort | Ingen uppgift | 2 385                       | 2 553                       | Ingen uppgift            |

## Kända personer från Acaiaca
- Geovanni, fotbollsspelare